# May Township (comté de Lee, Illinois)
May Township est un township du comté de Lee dans l'Illinois, aux États-Unis,.

## Source de la traduction
- (en) Cet article est partiellement ou en totalité issu de l’article de Wikipédia en anglais intitulé « May Township, Lee County, Illinois » (voir la liste des auteurs).